# Chelodina mccordi
Chelodina mccordi är en sköldpaddsart som beskrevs av  Anders Rhodin 1994. Chelodina mccordi ingår i släktet Chelodina och familjen ormhalssköldpaddor. IUCN kategoriserar arten globalt som akut hotad. Inga underarter finns listade i Catalogue of Life.
Sköldpaddan förekommer endemisk på den indonesiska ön Pulau Roti som ligger väster om Timor. Beståndet är dessutom uppdelad i tre från varandra skilda populationer. Utbredningsområdet är mindre än 70 km².